# Paraivongius costatus
Paraivongius costatus é uma espécie de besouro das folhas da República Democrática do Congo e da África Ocidental. Foi descrito pela primeira vez por Martin Jacoby em 1894.